# Rusar vidare
Rusar vidare är ett studioalbum av det svenska dansbandet Wizex, utgivet år 1975.

## Låtlista
| Nr  | Titel                                                         | Låtskrivare                                                     | Längd |
| --- | ------------------------------------------------------------- | --------------------------------------------------------------- | ----- |
| 1.  | "Tio mil kvar till Korpilombolo"                              | Agnetha Fältskog, Peter Himmelstrand, Björn Ulvaeus             | ?     |
| 2.  | "Jag saknar mammas mackor"                                    | Tommy Stjernfeldt                                               | ?     |
| 3.  | "Evighetens ände (The Riddle Song)"                           | Traditionell, Kikki Danielsson                                  | ?     |
| 4.  | "Gammal rock 'n' roll (Good Times Rock 'n' Roll)"             | Richard Burns, Tue Stiby                                        | ?     |
| 5.  | "Sången är skriven av vindarna"                               | Richard Burns, Tommy Stjernfeldt                                | ?     |
| 6.  | "Games People Play"                                           | Joe South                                                       | ?     |
| 7.  | "Shalala-Tjej (Tjalala-Man)"                                  | Sylvester Levay, Stephan Prager                                 | ?     |
| 8.  | "Våran stad"                                                  | Kikki Danielsson, Lars Hagelin , Tommy Stjernfeldt              | ?     |
| 9.  | "Please Mr. Postman"                                          | Robert Bateman, Georgia Dobbins, William Garrett, Brian Holland | ?     |
| 10. | "Det var en gång (First of May)"                              | Barry Gibb, Maurice Gibb, Robin Gibb                            | ?     |
| 11. | "Det är så skönt att finnas till (Beautiful World out there)" | Biddu, Kikki Danielsson                                         | ?     |
| 12. | "Jag vet (Young Love)"                                        | Ric Cartney, Carole Joyner, Åke Lindmark                        | ?     |
| 13. | "Tåget det rusar vidare (Lodi)"                               | John Fogerty, Tommy Stjernfeldt                                 | ?     |

### Fotnoter
1. ↑  ”Svensk mediedatabas”. http://smdb.kb.se/catalog/id/001885047. Läst 21 april 2011.